# Amplifier modeling
L'amplifier modeling noto anche come modellizzazione o emulazione di un amplificatore, è il processo con cui si simula elettronicamente l'effetto di un amplificatore come per esempio l'amplificatore per chitarra. La modellizzazione di un amplificatore cerca di ricreare il suono di uno o più modelli di amplificatore a valvole termoioniche e a volte anche di amplificatori a stato solido.

## Dispositivi digitali vs dispositivi analogici, software plug-in per DAW
L'elaborazione del segnale all'interno dell'emulazione può essere realizzata con circuiti analogici, digitali o con una combinazione dei due. L'imitazione digitale di un amplificatore può avvenire anche tramite un software, come un plug-in per DAW (Digital Audio Workstation) che può essere supportato da acceleratori hardware per computer o può essere parte di un dispositivo a sé stante o di un amplificatore.
Incorporata in una postazione audio digitale, l'emulazione dell'amplificatore può essere applicata ad un brano in fase di post-produzione o comunque dopo la sua registrazione senza ulteriore effetti col fine di ottenere il suono dell'amplificatore simulato. Questo processo ha il vantaggio di essere molto flessibile e utilizzabile in modo dinamico poiché le caratteristiche dell'amplificatore possono essere modificate a posteriori senza che il musicista sia costretto a reincidere il brano.
Molti circuiti analogici di modellizzazione possiedono un'interfaccia a controllo digitale; il segnale analogico viene elaborato e riconfigurato con l'aiuto della logica digitale e dei circuiti di transito basati su semiconduttori. Inoltre molti dispositivi di emulazione digitale che utilizzano DSP (Digital Signal Processor) possono usare anche dispositivi di modellizzazione analogici.

## Tipi di dispositivi di emulazione

### Modeler digitali di amplificatori

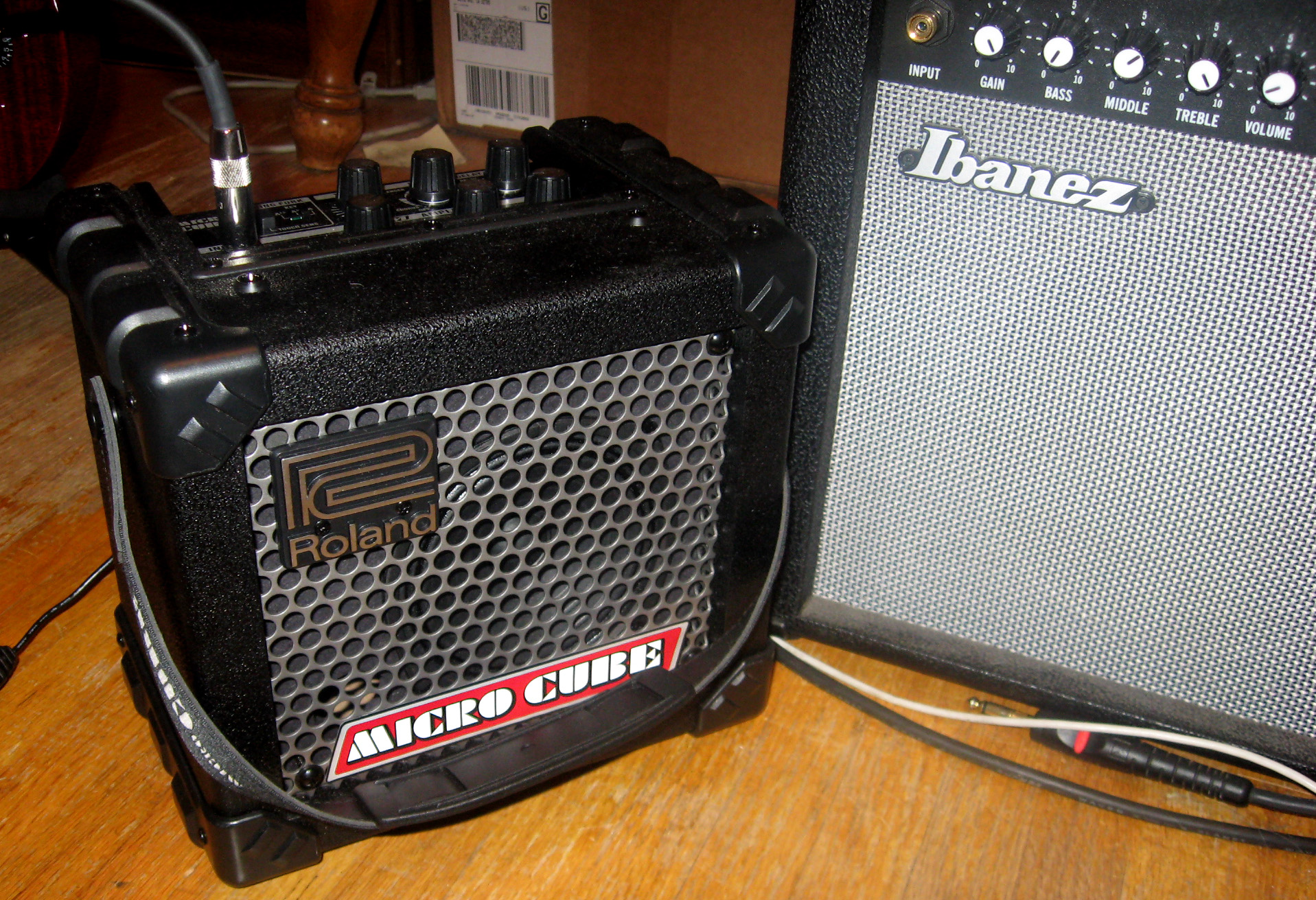
Modeler Micro Cube dell'azienda Roland con a fianco un modeler digitale portatile di marca Ibanez

Dispositivi di modellazione autonomi come il Line6 POD digitalizzano il segnale in ingresso e utilizzano un DSP per elaborare matematicamente il segnale, per ottenere in modo più economico e con dispositivi più compatti il suono di amplificatori professionali costosi. Questi modeler possono essere collegati direttamente ad un dispositivo di registrazione o ad un impianto di diffusione sonora (PA system) senza bisogno di utilizzare sezioni di potenza, speaker cabinet e microfono. La maggior parte dei modeler inoltre include una varietà di effetti aggiuntivi a parte e alcuni possiedono connessioni USB per la registrazione da computer.

### Amplificatori dotati di emulatori digitali
Alcuni amplificatori come il Vypyr di Peavey, il Deplike, il Cube di Roland, il Mustang di Fender e lo spider di Line 6 includono un dispositivo di emulazione interno con diversi suoni che possono essere utilizzati senza dover ricorrere a un dispositivo esterno. Amplificatori di alto livello come per esempio il Valvetronix (Vox) e il Vypyr (versione da 20/120 watt) combinano il processo di emulazione digitale con la tradizionale amplificazione a valvole.

### Emulatori analogici
Esistono anche dei dispositivi di emulazione analogica; i primi dispositivi modeler infatti erano analogici e, per le funzioni di elaborazione del segnale, utilizzavano circuiti analogici come per esempio filtri, amplificatori e "waveshaper" (sistemi di modifica della forma d'onda che permettono di ottenere vari tipi di distorsione). Concettualmente la modellizzazione è una pratica vecchia, in quanto essenzialmente già il semplice limitatore a diodo (diode clipper) di un waveshaper consente di emulare alcune caratteristiche overdrive di alcuni modelli a valvole. Allo stesso modo si può considerare come una emulazione il potenziamento deliberato di una risposta di frequenza, quando il sistema che si vuole emulare introduce una risposta potenziata più o meno allo stesso modo. Nel corso della storia semplici circuiti di emulazione di alcune caratteristiche si sono evoluti diventando sempre più complessi per cercare di raggiungere suoni più realistici, dettagliati e simili agli originali. La linea di produzione "SansAmp" di Tech 21 è uno dei primi esempi di dispositivi che furono appositamente commercializzati come in grado di produrre diversi toni di specifici amplificatori.

## Altri esempi di circuiti di emulazione
Un esempio di un circuito analogico di modeling moderatamente complesso è l'amplificatore "T-Dynamics" di Peavey che, utilizzando al 100% circuiti analogici, emula complesse caratteristiche clipping e bias-shifting di un amplificatore a valvole push-pull, tanto bene quanto la tipica uscita high-ish. L'amplificatore Vox di potenza "valve reactor", quello di potenza "Dynavalve" di Hughes & Kettner, il preamplificatore Mesa Boogie Triaxis Tube, gli amplificatori per chitarra Pritchard e gli amplificatori per strumenti musicali Quilter sono altri esempi di dispositivi dotati di circuiti analogici simili.
I primi amplificatori "Blues Cube" di Roland impiegavano circuiti di modeling analogici a valvole, sebbene Roland non modellasse amplificatori a valvole e tanto meno le caratteristiche generali dei circuiti generici di preamplificatori a valvole. I preamplificatori "TransTube" di Peavey sono progettati in maniera molto simile. Gli amplificatori Pritchard emulano anche caratteristiche di circuiti valvolari in generale, senza tuttavia cercare di ricreare alcun tono specifico dell'amplificatore di per sé.
Roland e Line 6 utilizzano emulazioni di amplificatori di potenza analogici in alcuni dei loro modelli di amplificatori. La serie Vypyr per il modeling di Peavey utilizza dei circuiti TransTube.